# Pühadekare
Pühadekare est une île d'Estonie.